# Колиивщина
Колии́вщина (укр. Колії́вщина) — восстание в 1768 году гайдамаков, выходцев из православных крестьян и казаков Правобережной Украины и Запорожья, против экономического и религиозного угнетения в Речи Посполитой.
Быстрому распространению восстания способствовали антикатолическая агитация православных священников, борьба части польской шляхты, так называемой Барской конфедерации, против польского короля Станислава-Августа и присутствия русских войск в Польше, выжидательная позиция русского правительства, желающего ослабления Речи Посполитой. Восстание сопровождалось погромами и многочисленными жертвами среди неправославного населения: поляков, евреев, униатских священников. Было жестоко и в довольно короткие сроки подавлено польскими властями при содействии российских войск (по просьбе польских властей и из-за угрозы распространения восстания на Левобережную Украину).

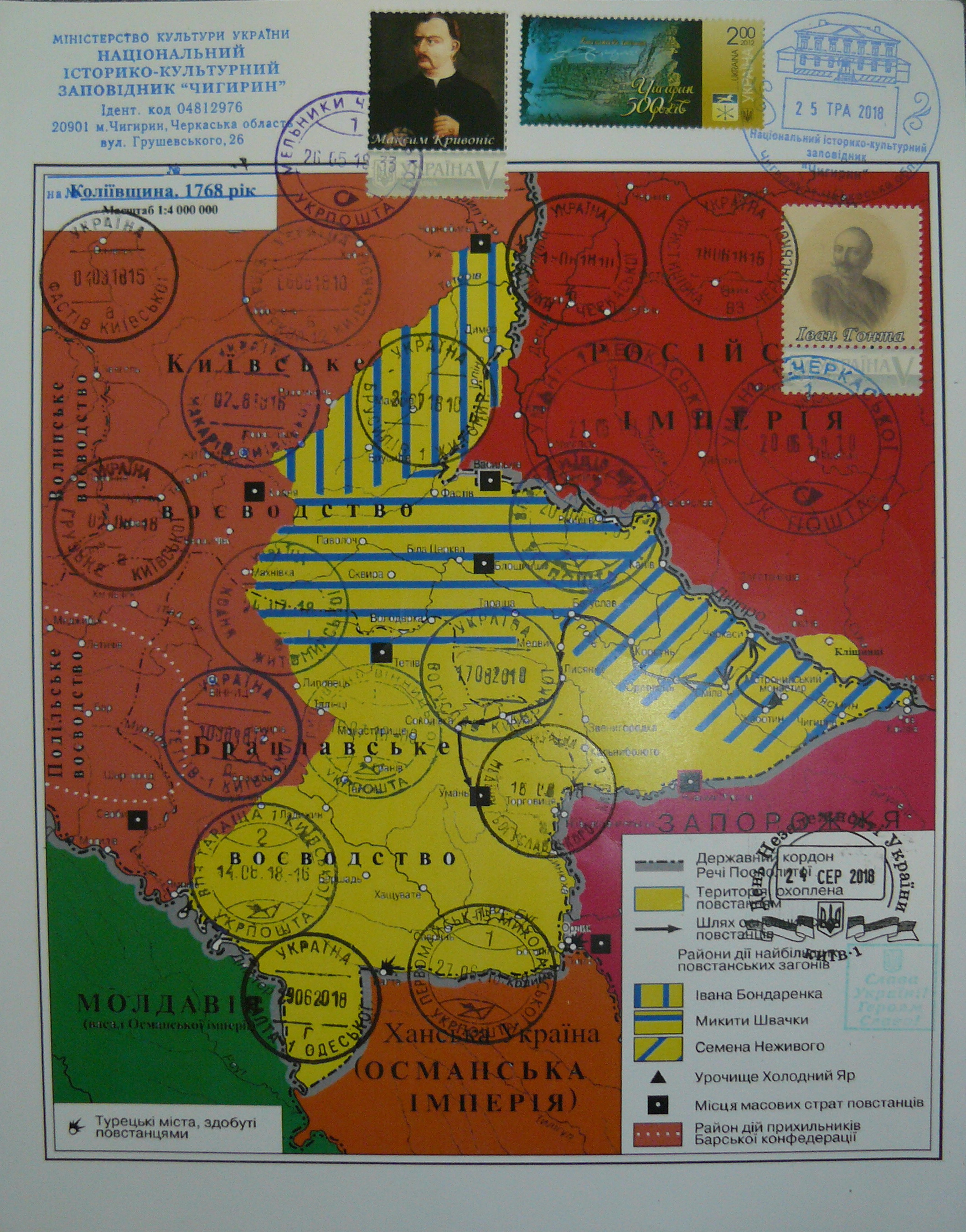
Карта региона, охваченного восстанием.

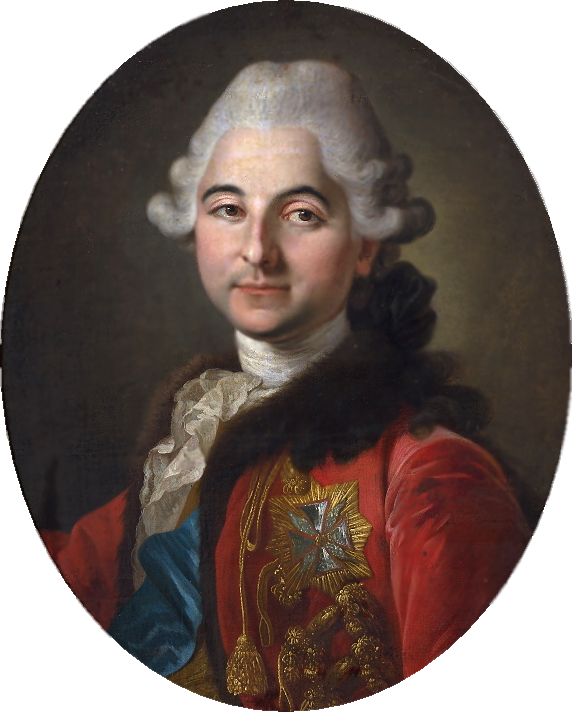
Польский король Станислав II Август Понятовский. Портрет Питера Крафта старшего, 1760-е.

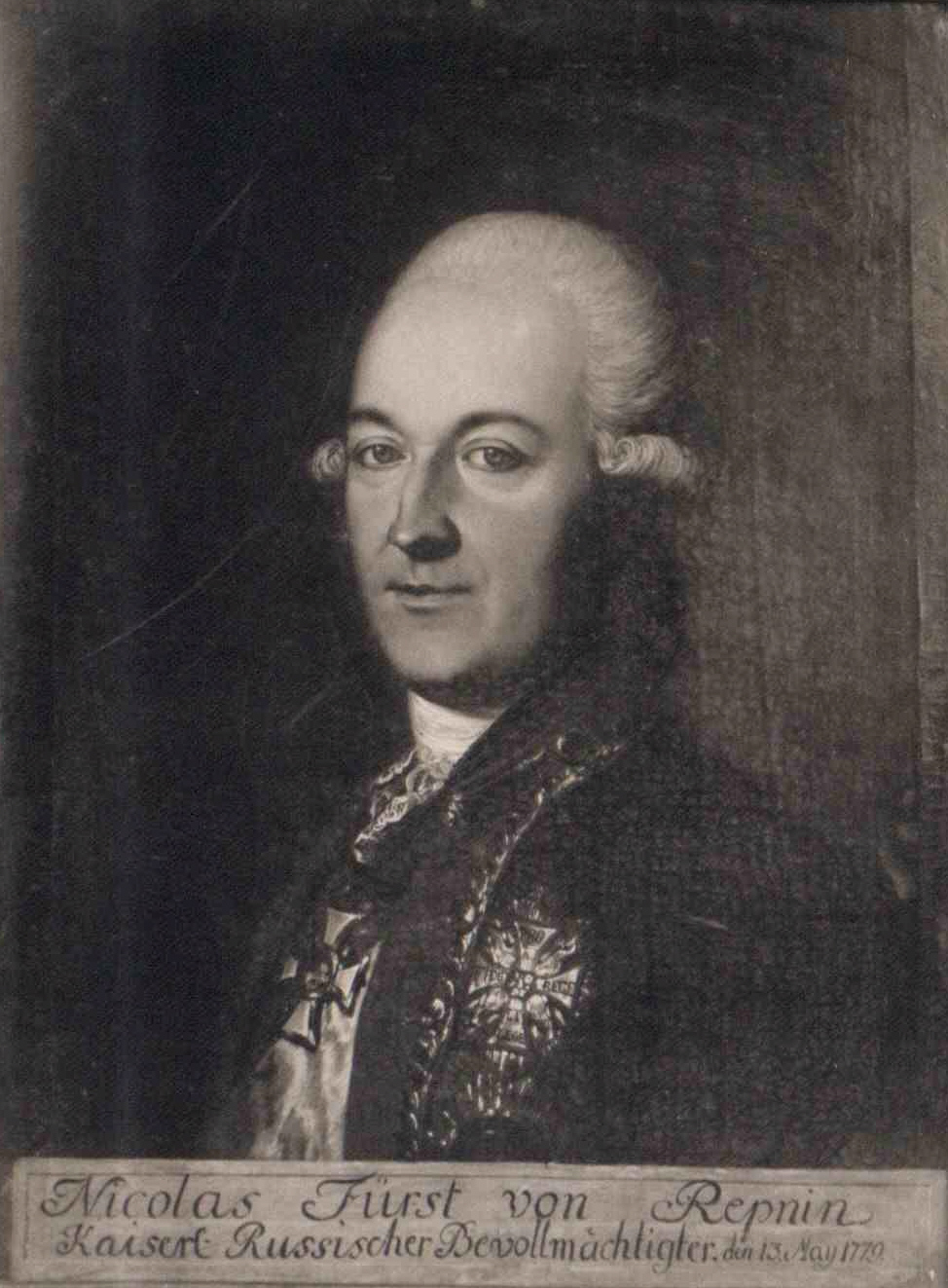
Князь Николай Репнин, добившийся уравнения прав диссидентов в Речи Посполитой

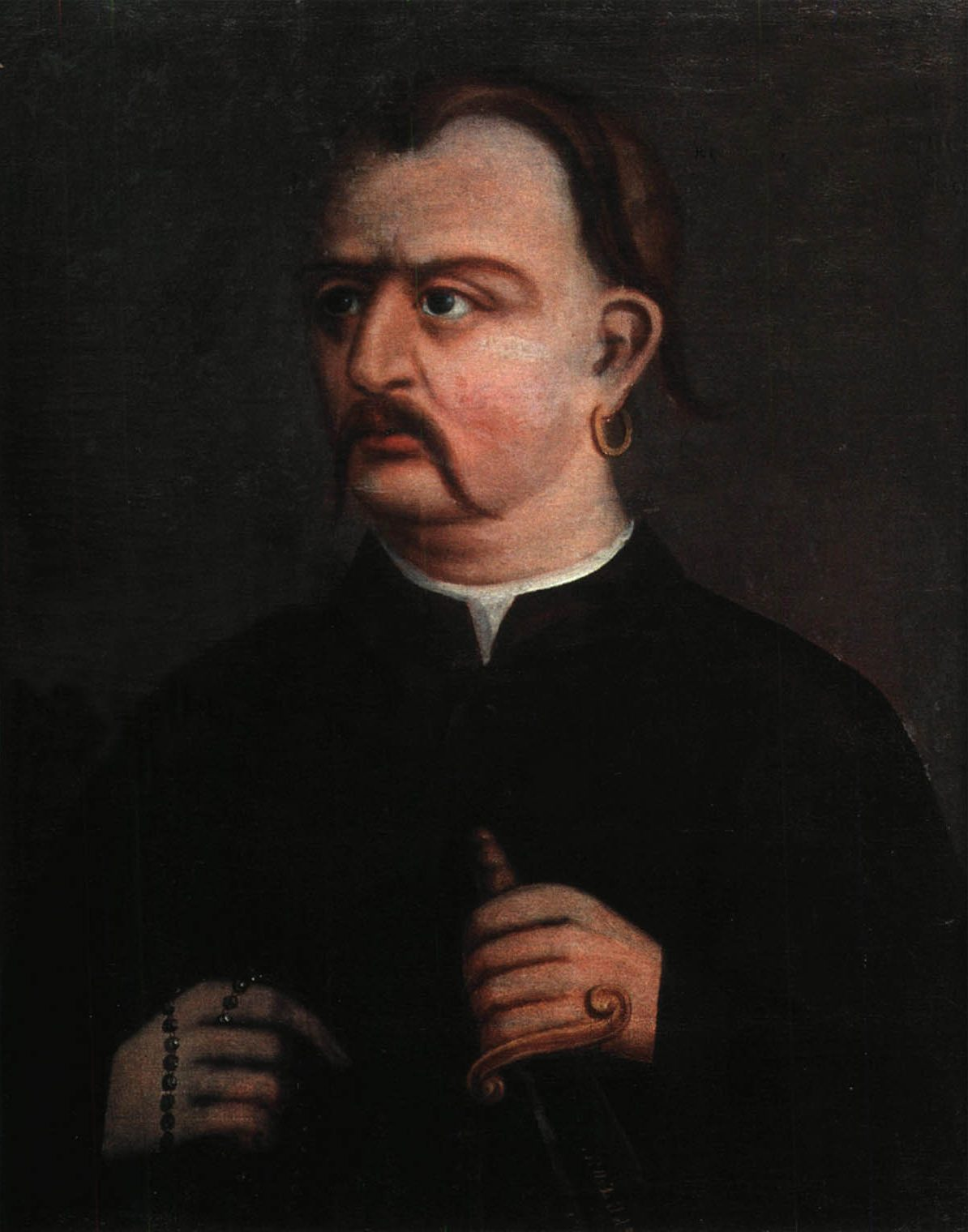
Руководитель восстания Максим Железняк

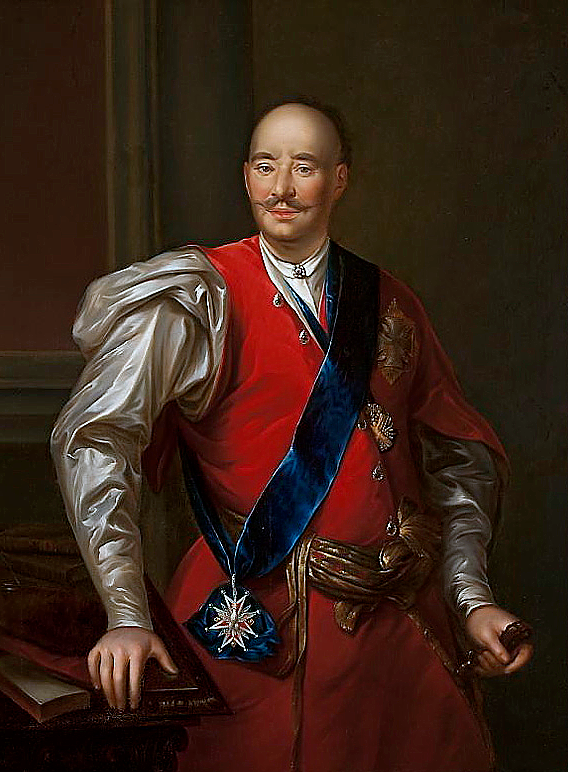
Один из богатейших людей Украины своего времени владелец Умани
Франциск Салезий Потоцкий

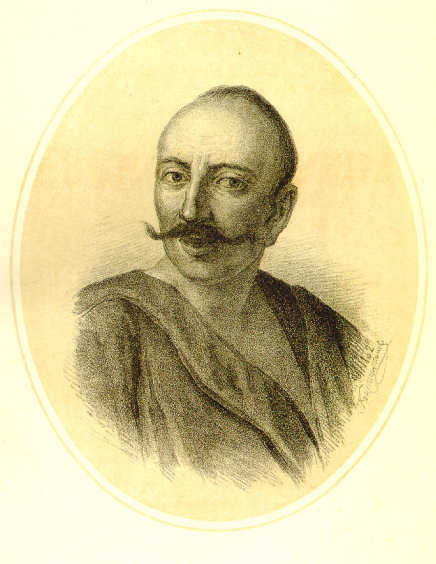
Один из руководителей Колиивщины, Иван Гонта. Репродукция портрета, напечатанная в журнале «Киевская Старина» в 1882 году.

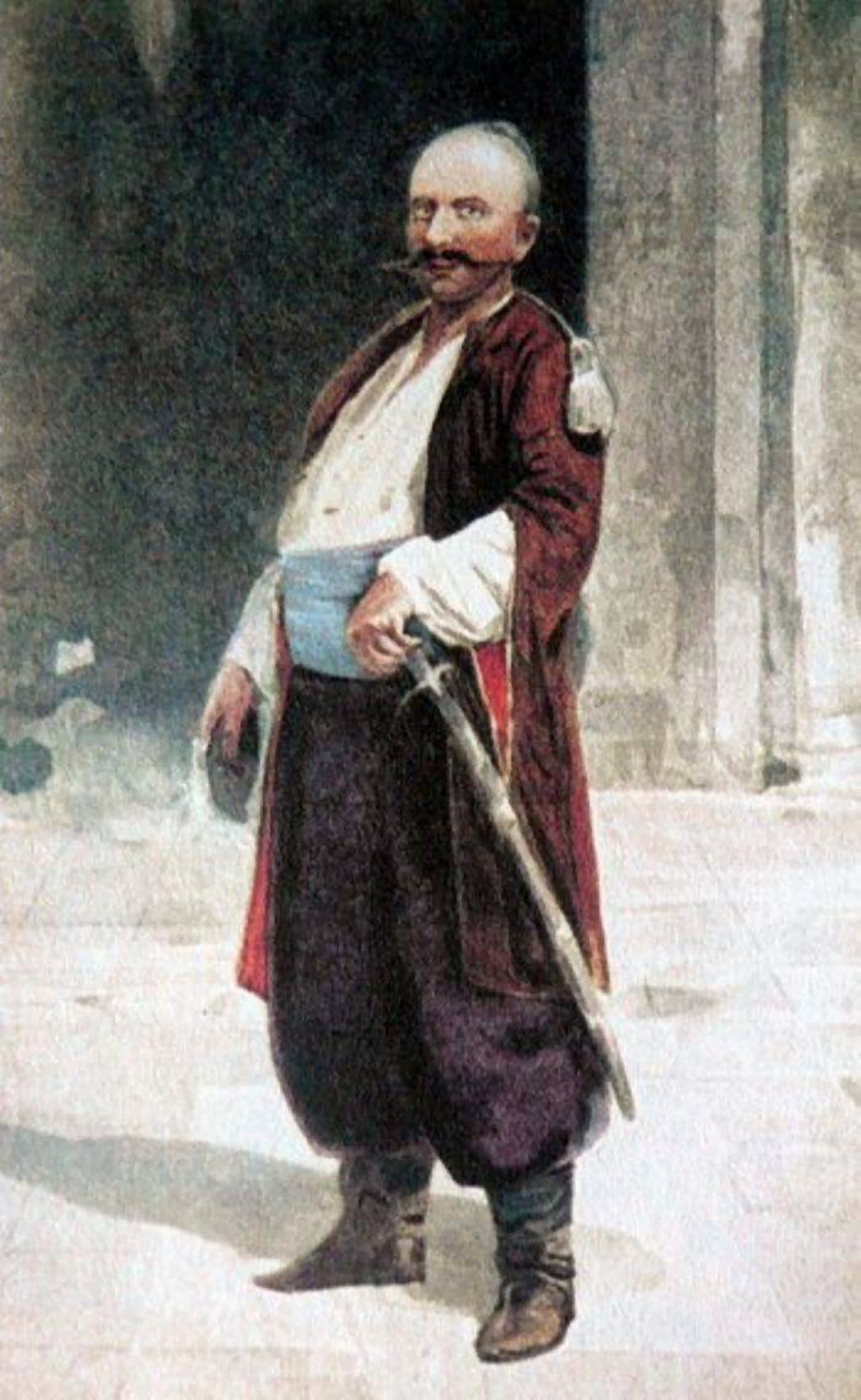
«Уманский сотник Иван Гонта». Картина С. И. Васильковского (до 1917)

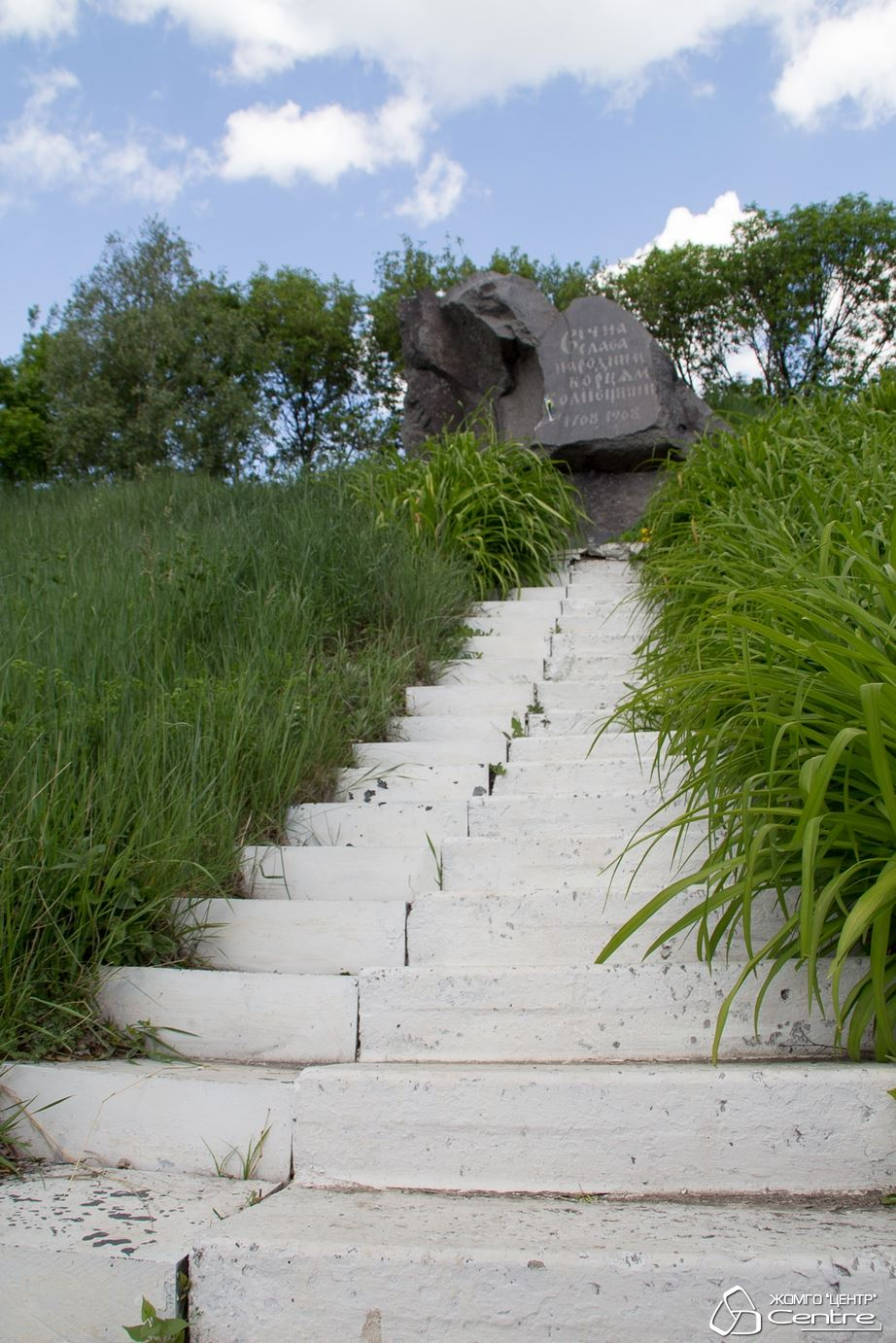
Памятник восставшим в Кодне.

## Название
Название восстания, вероятно, происходит от слова «колий» или «колей» (укр. колій, от старорус. слова «колоть», «закалывать») — специалист по забою свиней.
Некоторые историки выводят название от иностранных слов и конструкций. Например, польские предполагают происхождение названия не от малоизвестного в польском языке украинского диалектного слова «колій», а от фонетически близкого польского «kolej», в одном из своих значений «очередь», объясняя это тем, что надворные казаки, присоединившиеся к восстанию, обязаны были нести свою службу «по очереди» — «по ко́лії» — «po kólej, koléjno».
По мнению других источников это название имеет тот же корень, что и слово «колоть», и связано с тем, что крестьянские повстанцы обычно вооружались кольями (часто, с насаженным на них колюще-режущим оружием — рогатинами, косами и т. п.).

## Зарождение и причины восстания
В восточных землях Речи Посполитой взрывоопасная ситуация была связана, прежде всего, с резким расслоением уровня доходов населения: крестьяне были задавлены поборами арендаторов, мещане испытывали все возрастающее давление со стороны городского патрициата и магнатов, мелкая шляхта разорялась, поддерживая чрезмерно высокий уровень потребления. Реальная власть перешла в руки магнатов, которые
игнорировали действия представителей королевской администрации, а иногда и самого короля. Недовольство существовавшим положением перерастало в крестьянские и казацкие выступления 1711–1714, 1734–1739, 1750–1752 годов.
Непосредственным поводом к восстанию послужили религиозные притеснения, практиковавшиеся католическим и униатским клиром над православными с целью перехода их в унию. Православные иерархи Правобережной Украины, епископ Переяславский и Бориспольский Гервасий (Линцевский) и игумен Мотронинского монастыря Мелхиседек (Значко-Яворский), в своих проповедях выступали против расширения унии и обращались за поддержкой и помощью к российскому правительству. В 1765 году игумен Мелхиседек приехал в Санкт-Петербург и был выслушан в Св. Синоде, Коллегии иностранных дел и лично императрицей Екатериной II и получил высочайшее одобрение и поддержку..
После воцарения Станислава Августа Понятовского Россия и Пруссия попытались использовать «вопрос о диссидентах» для утверждения своего влияния в Польше, и польский сейм, под давлением полномочного посла России и командующего русским корпусом в Польше князя Николая Репнина, был вынужден провозгласить равноправие православных и протестантов с католиками, включая право занимать государственные должности. Это вызвало возмущение польской шляхты, у которой патриотические мотивы (протест против вмешательства во внутренние дела Польши) соединились с религиозным фанатизмом, и результатом стало создание в крепости Бар в Подолье так называемой Барской конфедерации, выступившей за сохранение прежних шляхетских прав и привилегий, отмену решений февральского сейма, объявившей борьбу равенству прав для диссидентов.
Король Станислав-Август видел причину восстания в провокационных действиях сторонников Барской конфедерации и униатского духовенства, которые возбудили народ: «Несколько фанатиков угрожали нашим украинским крестьянам всевозможными бедствиями, если они не отринут греческую веру и не перейдут в унию... И именно это побудило их к бунту, а восстание этих людей не шутка!.. Посполитые с фанатизмом схизматическим воюют огнем и мечом против шляхты с фанатизмом католическим... Верно одно, что без Барской конфедерации этого нового несчастия не было бы»

## Ход восстания
Осенью 1767 года в монастырях Приднепровья под видом послушников поселилась группа запорожских казаков. В 20-х числах марта 1768 года к послушнику Мотронинского монастыря (южная часть Киевского воеводства) Максиму Железняку прибыл казацкий атаман Иосиф Шелест, якобы показавший письмо от запорожского кошевого атамана Петра Калнышевского, в котором тот призвал к восстанию против Речи Посполитой.
Восстание началось в мае (конце апреля) 1768 года в Холодном Яру, недалеко от Чигирина, где Железняк собрал отряд из запорожцев, надворных казаков и крестьян численностью до тысячи человек. 26 мая (6 июня) гайдамацкий отряд отправился в поход. К восстанию присоединились отдельные отряды запорожских казаков, ремесленники, беглые крестьяне и солдаты из России. Восставшие надеялись на помощь русского правительства, чему способствовали слухи о существовании так называемой «золотой грамоты» Екатерины II, якобы «разрешающей» истребление поляков и евреев, а также переход части запорожских казаков к гайдамакам.
Повстанческое войско захватило Жаботин, Смелу, Черкассы, Богуслав, Канев, Лысянку. Гайдамаки убивали поляков, греко-католиков и евреев, которые стали бежать под защиту крепостей в Белую Церковь и Умань. Гайдамаки вешали на одном дереве вместе шляхтича, ксендза и еврея и делали надпись: «Поляк, жид и собака — віра однака».
В городе Умань укрывалось свыше десяти тысяч поляков и евреев. Узнав о приближении к нему гайдамаков, перешедший на сторону конфедератов каштелян Умани выслал против гайдамаков надворных казаков Франциска Салезия Потоцкого под командованием Ивана Гонты (сам Потоцкий был противником конфедератов, поэтому его в городе не было). Но Гонта вместе со своим отрядом перешёл на сторону гайдамаков и с 18 (29) по 20 июня (1 июля) 1768 года принял участие в осаде и штурме Умани, за которыми последовала начавшаяся резня, продолжавшаяся два дня. В ходе неё от рук гайдамаков погибло свыше 10 тысяч «официальных врагов» (евреев, поляков, униатов) и вдобавок «случайно» истреблено свыше 2 тысяч православных, заподозренных в симпатиях или укрывательстве вышеозначенных категорий «врагов».
После занятия Умани 20 июня (1 июля) 1768 года на состоявшейся раде Железняк был выбран гетманом, а командир отряда надворных казаков польского магната Франциска Салезия Потоцкого, перешедших на сторону гайдамаков, Иван Гонта, стал уманским «полковником». Запорожцы и надворные казаки видели конечной целью восстания возрождение государства Богдана Хмельницкого — Войска Запорожского — в прежних границах, недаром с самого начала участники восстания называли свои подразделения не иначе, как Войском Запорожским. Они призвали поляков сдавать города, заявляя: "Все равно - Гетманщина будет, не устоите!". Сохранились свидетельства, что Максим Железняк имел письмо, в котором провозглашалось: "Надо отобрать Украину от ляхов по Случь и Днестр, вырезать евреев, Сечь заново образовать и таким образом освободить казаков от ига".
Железняк посылал в различные регионы отряды, возглавляемые «полковниками» или «сотниками». Среди командиров таких отрядов известны Семён Неживой, Василий Шило, Никита Швачка, И. Бондаренко, А. Журба, и др. 9 (20) июня Неживой занял Канев, 15 (26) июня Швачка захватил Ржищев. Швачка и Журба действовали на Белоцерковщине, сотник Шило действовал на Черкащине и в районе Балты. Гайдамаки появились в Фастове, Животове, Тульчине и других местах, но в основном действовали на Киевщине, Брацлавщине и Подолье. 1 (11) июля Бондаренко взял Брусилов (теперь райцентр в Житомирской области).

## Подавление восстания
Восстание продолжалось 1-2 месяца (в длительность восстания историки часто включают время тайных перемещений из окрестностей Мотрониного монастыря сподвижников Железняка с дукатами во все охваченные мятежом Барской конфедерации местности Украины).
Несмотря на то что восставшие выдвигали лозунги защиты православной веры, российские войска, с 1764 года находившиеся на территории Речи Посполитой, получили приказ способствовать польскому правительству. После начала Колиивщины на Правобережье были подтянуты дополнительные подразделения. Президент малороссийской коллегии П. А. Румянцев писал в коллегию иностранных дел: «По сим обстоятельствам я признал за нужно велеть тотчас с Московского карабинерного полку полковнику Протасову с своим полком… выступить в Польшу и расположиться в округах: Каневском, Белоцерковском, Уманском, Чигиринском и Смилянском и поимкою истреблять разорителей…».
В начале июля 1768 года присланный генералом Петром Кречетниковым отряд под командованием полковника Каргопольского карабинерного полка Гурьева захватил Железняка и Гонту в плен: «Получен рапорт от полковника Гурьева, что он, прибыв под местечко Гумань, нашёл лагерь грабителей, к коим послал поручика Кологривова, с тем чтобы они отдались; но оные, не допустив его до себя, стали стрелять, почему он, увидя их сопротивление, тотчас атаковал и, не дав им оправиться, взял, коих нашлось: наших запорожцев 65 да здешних разных Козаков 780 человек, и при них взято 14 пушек и великое число ружей и протчего, и до тысячи лошадей…».
Реляция генерал-губернатора Воейкова от 29 июля гласит: «Полковник Протасов… командированный… для поимки и истребления свирепеющих в той околичности, под предводительством двух атаманов, Журбы и Швачки, разбойников, рапортом от 9-го сего месяца уведомил, что, разделив полк на два деташемента, с одним атаковал он атамана Журбу, который в селе Блошинец находился, и, по нескольком от оном сопротивлении, взял 4 человека; той шайки атаман Журба и до 30 человек его сообщников побиты в сражении; подполковник же Бринк, напав под местечком Богуславом на атамана Швачку, его со всею шайкою, в 73 человека состоящею, взял…»

## Репрессии
Гонта и другие польские подданные были выданы польскому правительству, и Гонта подвергся мучительной казни. В местечке Кодня поляками была создана и работала специальная судебная комиссия под руководством региментаря Иосифа Стемпковского. С лета 1769 до лета 1770 года было казнено около 300 человек, которым рубили головы, вешали, сажали на кол, колесовали и четвертовали.
Запорожцев и крестьян с Левобережья как русских подданных судила киевская губернская канцелярия, суд состоялся в конце сентября 1768 года и проходил на основании указа коллегии иностранных дел и рескрипта императрицы Екатерины II. Указом предписывалось судить их «как бунтовщиков, нарушителей общего покоя, разбойников и убийц», а «когда по сим уважениям, вследствие всем на свете законам, определена будет смертная казнь, переменить её при самом исполнении в телесное наказание кнутом, клеймом и вырыванием ноздрей, ссылкою в Нерчинск, оковавши на месте в кандалы».

Рескрипт же повелевал: 
Присланных из Польши разбойников разделить на 2 части, из которых одну отвесть в близость разорённой слободы Балты… и велеть там у оной произвесть над ними определённое наказание, списавшись наперед с начальником той слободы… о дне и месте экзекуции и дав ему знать, что как учинённый в Балте разбой весьма раздражил Её Императорского Величества двор, то и повелено преступников наказать жесточайшей казнью, которая в империи Её Императорского Величества употребительна с величайшими только преступниками, — а другую часть виновных наказать в самой Сечи… или, по крайней мере, в такой от Сечи близости, чтоб хотя некоторые козаки самовидцами быть, а протчие об учинённой им казни скоро и легко сведать могли.
.
По воспоминаниям фельдмаршала Прозоровского, он сделал выговор генералу Кречетникову за выдачу Гонты и его соратников и телесные наказания участников восстания, и впредь запретил подобные вмешательства во внутренние дела Речи Посполитой. Поэтому в других местах русские войска только разоружали повстанцев, не наказывали их, (кроме подданных России из запорожцев и регулярных войск, которых арестовали и судили как дезертиров или, если они были в отпуске, «бездельников»), и не выдавали. Многие участники восстания переселились во владения России.
Приговор над Железняком гласил: «Колесовать и живого положить на колесо, но вместо того, отменя оное… бить кнутом, дать сто пятьдесят ударов и, вырезав ему ноздри и поставив на лбу и на щеках указные знаки, сослать в Нерчинск, в каторжную работу вечно». Та же участь постигла Семёна Неживого и Микиту Швачку.
Так как Гервасий и Мелхиседек были обвинены польским правительством в содействии гайдамакам и в том, что они были вдохновителями «волнений на Украине» («подстрекательстве к бунту»), Екатерина II, весьма озабоченная трудным положением, в котором оказалась её дипломатия в результате восстания, гневно обрушилась на новонайденных зачинщиков мятежа и потребовала призвать Гервасия в Санкт-Петербург для отчёта о том, зачем он «мешается в заграничные дела без повеления». В ноябре 1768 года Гервасий, по распоряжению синода, был удалён из Переяславля и переведён в Киев; Мелхиседек переведён в Михайловский монастырь, а на его место, в Мотронинский монастырь, был назначен другой игумен, которому синодом было вменено в обязанность «не создавать ни под каким видом причины к каким-нибудь неудовольствиям и раздорам».
Часть скрывшихся участников восстания, совместно со ссыльными колиями и конфедератами, затем приняли участие в восстании Пугачёва. Именно поэтому в самых первых своих манифестах Емельян Пугачёв обещал восстановить все вольности Речи Посполитой и Войска Запорожского Низового, надеясь на их помощь.

## Память
Помимо рассказов стариков, историческую память народа формировали бандуристы, кобзари, лирники, которые пели народные песни и думы, рассказывали о давних временах, о подвигах. Во время Колиивщины бандуристы сопровождали ватаги гайдамаков, играли и пели для них. Этих бандуристов польские власти судили наравне с гайдамаками и приговаривали к смерти.
Восстание сохранилось в общественной памяти и нашло отражение в фольклоре и литературно-художественных произведениях. Так, писатель и общественный деятель XIX века, польский шляхтич и казак, участник польского восстания 1830 года, эмигрант, генерал турецкой армии Михаил Чайковский, родившийся недалеко от мест, где происходили основные события Колиивщины, вспоминал:
Я родился в селе Гальчинце, волынской губ. житомирского уезда, в кодненском приходе, в 13 верстах от Бердичева, этого торгового Иерусалима израиля, в приднепровской Руси, в 9 верстах от „святой“ Кодни, где карали гайдамаков Гонты и Железняка мечем, колом и виселицей во славу короля польского и Речи Посполитой. Такой страх был наведён тогда на украинский люд, что до сего дня этот люд, произнося угрозу или проклятие, повторяет: «Щоб тебе свята Кодня не минула!»
Восстанию посвящена поэма «Гайдамаки» Тараса Шевченко, оно упоминается и в других его произведениях.
Событиям, связанным с восстанием, посвящена историческая повесть Григория Данилевского «Уманская резня: последние запорожцы, 1768−1775».
Советский и украинский писатель Юрий Мушкетик посвятил восстанию повесть «Гайдамаки».

## Комментарии
1. ↑  Оригинал — скорее всего, прижизненное изображение, поскольку хранился до 1847 года в старой Воздвиженской церкви местечка Володарка, ктиторами которой были записаны Гонта с женой. — Смотри «Ізборник» (litopys.org.ua), в том числе, примечания.
2. ↑  Также известен как Матронинский монастырь.
3. ↑  Или «ляхъ, жидъ да собака — все віра однака» — цит. по Чериковер И., 1910, оригинальное написание смотри по  Архивная копия от 11 сентября 2016 на Wayback Machine.
4. ↑  «Однака» (укр.) — по-русски означает «одинаковая», «та же самая».
5. ↑  Упоминается также в поэме Т. Г. Шевченко «Гайдамаки» и в народных думах.
6. ↑  Потомок известных польских шляхетских казачьих родов, родственник Ивана Брюховецкого, кошевого атамана Запорожской Сечи и гетмана Войска Запорожского.